# Labuerda (kommunhuvudort)
Labuerda är en kommunhuvudort i Spanien.   Den ligger i provinsen Provincia de Huesca och regionen Aragonien, i den nordöstra delen av landet, 400 km nordost om huvudstaden Madrid. Labuerda ligger 565 meter över havet och antalet invånare är 164.
Terrängen runt Labuerda är kuperad åt sydväst, men åt nordost är den bergig.Runt Labuerda är det mycket glesbefolkat, med 4 invånare per kvadratkilometer. Närmaste större samhälle är Aínsa, 4,1 km söder om Labuerda. I omgivningarna runt Labuerda växer i huvudsak barrskog.